# Lambeau Field
El Lambeau Field es un recinto deportivo ubicado en Green Bay, Wisconsin, Estados Unidos. Alberga los partidos que disputan como locales los Green Bay Packers de la National Football League (NFL) y tiene una capacidad para 81.441 espectadores.
Fue inaugurado en septiembre de 1957 como City Stadium, reemplazando al viejo City Stadium como casa de los Packers, por lo que también fue conocido como New City Stadium. En agosto de 1965 el estadio fue renombrado en honor al legendario fundador, jugador, y entrenador de los Packers, Curly Lambeau, fallecido dos meses antes.
Se trata de uno de los recintos deportivos más famosos del mundo. El estadio es conocido también como The Frozen Tundra (La Tundra Congelada), Titletown (Ciudad de Títulos), y The Shrine of Pro Football (El santuario del Fútbol Americano). El apodo "Tundra Congelada" es el más común. Nació a partir del juego de campeonato en 1967 entre los Packers y los Dallas Cowboys, ganado por Green Bay en la última jugada del partido y considerado uno de los partidos más famosos de la historia de la liga. Este partido se celebró a temperaturas de −13 °F (−25 °C) con fuertes vientos en lo que se ha conocido como el "Ice Bowl" o "Tazón del hielo". Es común que Green Bay recibe equipos en Lambeau Field en diciembre y enero con temperaturas extremas. En enero de 2014 los "Packers" recibieron los "49ers" de San Francisco en un partido de postemporada con temperaturas de -12 F (-23 C) . El apodo "Tundra Congelada" provino de un filme en el que la narración del juego mencionaba "the frozen tundra of Lambeau Field". Para contrarrestar la congelación de la grama se había instalado un sistema de calefacción por debajo del campo el verano anterior, pero ante las temperaturas tan bajas falló.
Lambeau Field ha sido renovado dos veces, en 2005 y 2013, aumentando su capacidad desde 72 945 hasta 80 675 butacas. 

## Historia
La construcción del Lambeau Field comenzó a finales de 1956 tras ser aprobada en abril de ese año por las autoridades de Green Bay. Previamente, los Green Bay Packers jugaban en el City Stadium, un recinto situado en la zona este de la ciudad que fue inaugurado en 1925. Tenía 25.000 espectadores de capacidad situado y estaba construido principalmente de madera. A los pocos años de su apertura ya estaba considerado obsoleto para los patrones de la NFL.
Dado el pequeño tamaño de la ciudad de Green Bay y los 13 campeonatos de liga ganados por el equipo local, el Lambeau Field ha ganado un espacio mítico dentro de la cultura estadounidense. Es considerado un ícono de la NFL y uno de los recintos deportivos más celebrados del mundo. No obstante una población de solo 107 000 habitantes en la ciudad de Green Bay, los más de 80 mil butacas de Lambeau Field, desde 1961, están siempre llenos. La lista de espera para comprar entradas de temporada es de aproximadamente 25 años.  El campo Lambeau fue el primer estadio construido exclusivamente para el uso de un equipo de fútbol americano de la NFL, además de ser el estadio que ha presentado más llenos consecutivos en la historia de la liga.
Alrededor de las graderías de Lambeau Field, se cuelgan los nombres, números de camiseta, y años jugados para cada uno de los 22 jugadores de los Green Bay Packers elegidos al Salón de Fama de la NFL. También se exhibe, detrás de la zona de anotación norte, las cinco figuras máximas en la historia de la franquicia cuyos número de camiseta han sido retirados. Las camisetas retiradas son de Don Hutson (14), Tony Canadeo (3), Bart Starr (15), Ray Nitschke (66), y Reggie White (92). Ningún otro jugador de los Packers podrá usar estos números en su camiseta en el futuro. En 2015 se ha anunciado el retiro del número 4, que corresponde al legendario mariscal de los Packers, Brett Favre, quien jugó su último partido en 2010. 
Una de las tradiciones más características y más conocidas de los partidos de los Green Bay Packers en Lambeau Field el "Lambeau Leap" (El Salto de Lambeau). Cada vez que un jugador de los Packers anota un touchdown, salta a la tribuna para que los hinchas lo abracen. 
El 23 de julio de 2022, el Lambeau Field acogió un partido de fútbol por primera vez en su historia. Fue un encuentro amistoso que enfrentó al Bayern de Múnich y al Manchester City. El equipo inglés ganó 0-1 con un gol de Erling Haaland. La afluencia de público fue de 78.128 espectadores. 

## Eventos
El acuerdo de arrendamiento entre la ciudad de Green Bay y los Packers permite albergar eventos no relacionados con el fútbol americano en el Lambeau Field una vez al mes entre febrero y julio.

### Conciertos
- Jason Aldean (2015)
- Billy Joel (2017)
- Paul McCartney (2019)

### Fútbol
| 23 de julio de 2022 | Bayern de Múnich | 0:1 (0:1) | Manchester City | Lambeau Field, Green Bay                                     |                                                              |
|                     |                  |           | Haaland 12'     | Asistencia: 78.128 espectadores Árbitro(s): Matthew Thompson | Asistencia: 78.128 espectadores Árbitro(s): Matthew Thompson |